# لويس توريس رودريغيز
لويس توريس رودريغيز (بالإسبانية: Luis Torres Rodríguez)‏ (5 ديسمبر 1981 بكارتاهينا في كولومبيا - ) هو لاعب كرة قدم كولومبي في مركز الدفاع. لعب مع إنديبنديينتي سانتا في وC.D. Vista Hermosa ‏ وAtlético Balboa ‏ وC.D. Dragón ‏ ونادي لويس أنخيل فيربو وHalcones FC ‏ وأتليتيكو بوكارامانغا.

## وصلات خارجية
- لويس توريس رودريغيز على موقع قاعدة بيانات كرة القدم.إي يو (الإنجليزية)